# Methylmagnesiumchloride
Methylmagnesiumchloride is een commercieel verkrijgbaar Grignard-reagens. Net als methyllithium is het in de synthese bruikbaar als een synthon dat equivalent is aan een methyl-anion.
Commercieel wordt het meestal als oplossing in tetrahydrofuraan THF aangeboden. Twee moleculen THF zijn via hun zuurstofatoom verbonden, via een coõrdinatiebinding, met het magnesiumatoom en vormen een adduct.